# Eurosport 2
Eurosport 2 är en kompletterande kanal (till Eurosport) med inriktning på idrottsevenemang, program och nyheter. Kanalen lanserades den 10 januari 2005 och är för närvarande tillgängligt i 35 länder och sänder på 10 olika språk, engelska, franska, italienska, tyska, grekiska, ungerska, ryska, polska, rumänska, serbiska, turkiska och från våren 2010 även på svenska. Eurosport 2 lanserades som "den nya generationens sportkanal" - med sporter som lagsporter, alternativ sport, basket, National Lacrosse League, Arena Football League, Australian Football League, surfing, Handboll Champions League och mer.
15 september 2010 kommer kanalen även bli tillgänglig hos Boxer, i deras "Max"-paket.